# CD30
CD30, cunoscută și ca TNFRSF8, este o proteină a membranei celulare din familia receptorilor factorilor necrozei tumorale și un marker tumoral. 
TRAF2 și TRAF5 pot interacționa cu acest receptor și media traducerea semnalului care conduce la activarea factorului de transcripție NF-kappaB.
Este un regulator pozitiv al apoptozei și a fost, de asemenea, arătat că limitează potențialul de proliferare al celulelor T efectoare autoreactive CD8 și protejează organismul împotriva autoimunității. 

## Incidență
În mod normal, prezența CD30 este limitată la limfocitele B și T activate și la limfocitele infectate viral. La indivizii sanatoși, limfocitele pozitive CD30 pot fi găsite în aria parafoliculară, marginea centrilor germinali și medula timică. 
CD30 a fost original identificat ca fiind un marker aflat la suprafata celulei pentru celulele Reed-Sternberg și Hodgkin
ale limfomului Hodgkin clasic. 
Acesta este, de asemenea, prezent și în cazul câtorva tipuri de limfom non-Hodgkin al celulelor T și B, cum ar fi limfomul anaplastic cu celulă mare (ALCL) și ALCL primar cutanat, limfomul primar mediastinal cu celule B mari (PMBCL), leucemia/limfomul cu celule T a/al adultului, mielomul multiplu, limfomul primar cavitar asociat cu HHV8, papuloza limfomatoidă și reticuloza pagetoidă, micoza fungoidă, mastocitoză sistemică, în cazul afecțiunilor limfoproliferative colonale generate de virusul Epstein-Barr (EBV), dar și în situația exitenței unor condiții de reactivitate a organismului, cum este cazul prezenței mononucleozei infecțioase.

## Interacțiuni
A fost aratat ca CD30 interacționează cu TRAF5, TRAF1, TRAF2 și TRAF3.

## Diagnostic diferențial
CD30 este prezent în carcinomul embrionar, dar nu și în seminom și este, astfel un marker util în distincția dintre aceste tumori ale celulelor germinale. 

## Tratamentul cancerului
Localizarea foarte restrictionată a CD30 îl face o țintă ideală pentru terapia cu anticorpi monoclonali a pacienților cu limfoame pozitive CD30.
CD30 este ținta compusului medicamentos pe bază de anticorpi monoclonali anti-CD30, Brentuximab Vedotin (Adcetris), aprobat de FDA în 2011. Folosirea lui este aprobată pentru urmatoarele situații:
1. Limfom Hodgkin (HL), după eșecul transplantului autolog de celule stem (ASCT)
2. Pacienți cu HL care nu sunt candidați pentru ASCT după eșuarea a cel puțin 2 regimuri de chimioterapie multiagent
3. Limfom sistemic anaplastic cu celulă mare (sALCL), după eșuarea a cel puțin un regim de chimioterapie multiagent

Cele mai comune efecte adverse semnalate (≥20%) sunt neutropenia, anemia, neuropatia senzorială periferică, oboseala, febra, eritemul, diareea si durerea.